# Segretario di Stato dei Regni di Napoli e di Sicilia
Di seguito vengono elencati i 7 segretari di Stato dei regni di Napoli e di Sicilia dal 1734, al 1804 quando furono entrambi sotto il dominio dei Borbone.

## Funzione

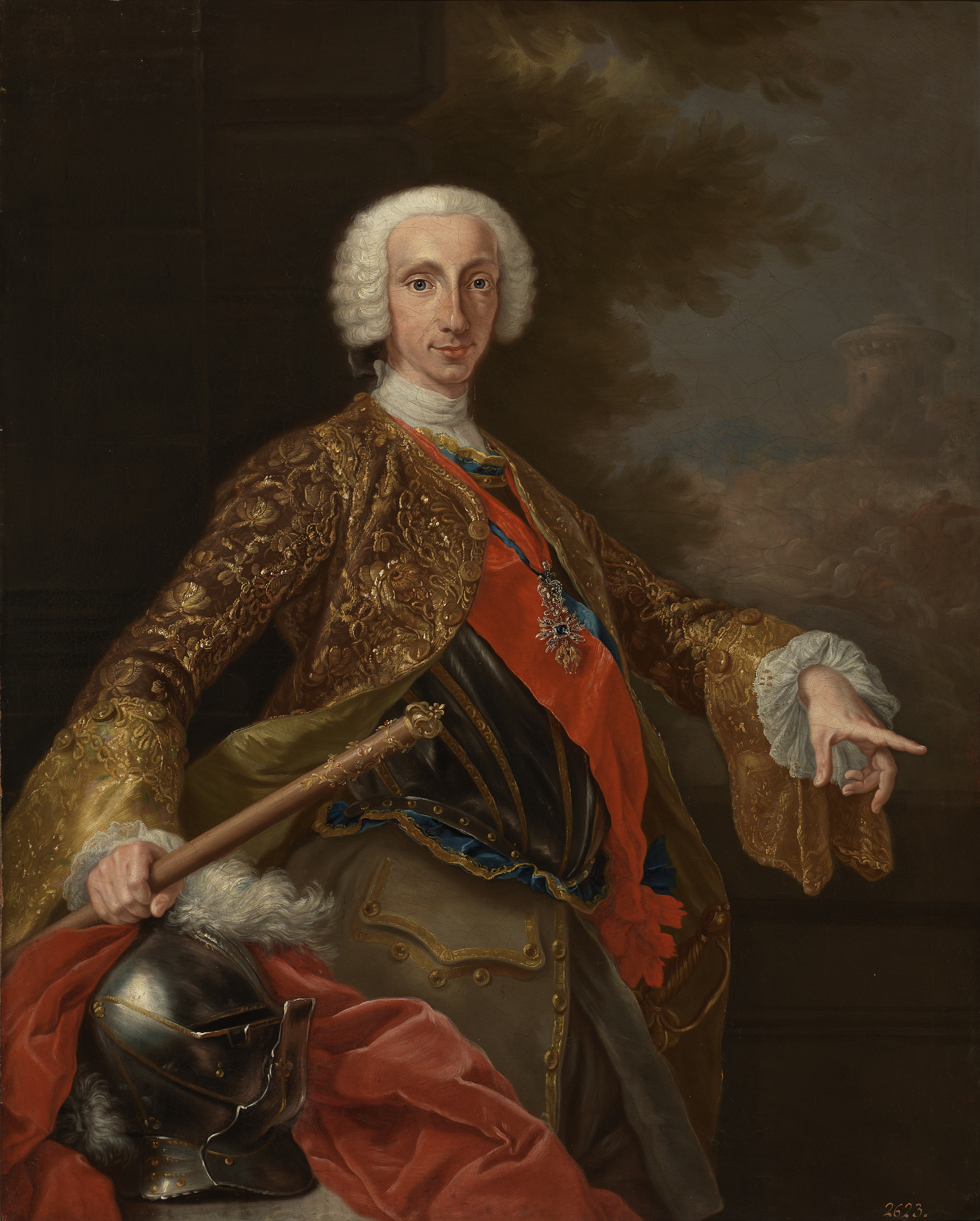
Giuseppe Bonito, Ritratto di Carlo di Borbone (1740 circa)

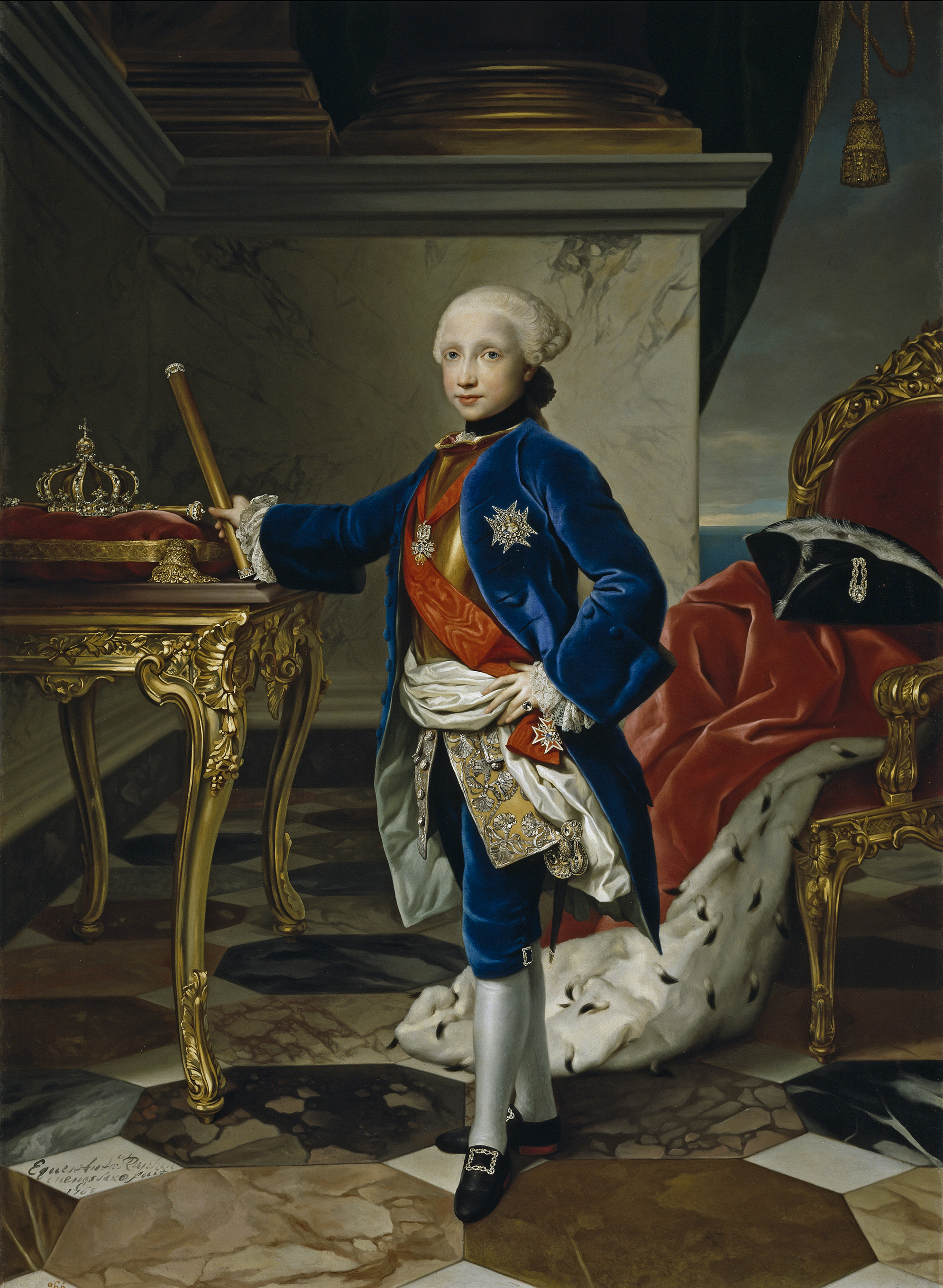
Anton Raphael Mengs, Ritratto di Ferdinando (IV di Napoli e III di Sicilia) a 9 anni (1759)

La carica di Segretario di Stato comportava l'esercizio del potere esecutivo per i regni di Napoli e di Sicilia (due regni autonomi e in unione personale).
Formalmente il segretario di Stato veniva nominato dal re il quale, concentrando su di sé tutti i poteri di monarca assoluto, aveva facoltà di sostituirlo ogniqualvolta lo avesse ritenuto opportuno.
La segreteria di Stato di Napoli e di Sicilia era modellata sulla «Secretaría del Despacho Universal» spagnola e, quindi, composta di solito da quattro ministri:
- Segretario di Stato;
- Segretario delle Finanze (detto «Segretario d'azienda»);
- Segretario di Giustizia;
- Segretario di Guerra e Marina.

In Sicilia vi erano anche le cariche esecutive di:
- viceré;
- presidente del Regno, che presiedeva il parlamento siciliano.

La funzione dei segretari di Stato era analoga a quella che sarà tenuta dai presidenti del Consiglio del Regno delle Due Sicilie a partire dal 1815 in poi.

## Storia
L'unione dei due regni avvenne per un meccanismo tipico dell'Ancien Régime: le guerre tra le varie case reali nell'Europa del XVIII secolo per la successione su troni vacanti. Lo scoppio della guerra di successione polacca, nella quale i regni borbonici (Francia e Spagna) si erano coalizzati contro l'impero asburgico, costituì per Carlo di Borbone (figlio di Filippo V di Spagna e della seconda moglie Elisabetta Farnese) l'occasione di ottenere nel 1734 il regno di Napoli e nel 1735 il Sicilia. Carlo lasciò separati i due regni e mantenne il Parlamento siciliano. Inizialmente i Borbone non ebbero tuttavia una reale autonomia da Madrid sia perché la guerra con l'Austria era ancora in atto, sia perché lo Stato della Chiesa, di cui lo Stato napoletano era da tempi immemorabili formalmente vassallo, non lo aveva ancora riconosciuto; sia perché Carlo di Borbone, non conoscendo ancora l'ambiente napoletano, preferiva utilizzare diplomatici e ministri spagnoli. I primi segretari di Stato furono pertanto due spagnoli, legati perciò a Elisabetta Farnese, ma non per questo meno sensibili al problema del riassetto del nuovo Stato: Manuel de Benavides y Aragón, conte di Santisteban, maggiordomo maggiore del re, e José Joaquín Guzmán de Montealegre, marchese di Salas.
Il conte di Santisteban fu il vero protagonista della politica napoletana fino al 1738, grazie all'ascendente che aveva su Carlo, più propenso a dedicarsi alla caccia che agli affari pubblici. Il controllo del Santisteban sugli altri ministri (il Montealegre agli Affari esteri, Giovanni Brancaccio alle Finanze, Gaetano Maria Brancone agli Affari ecclesiastici e Bernardo Tanucci alla Giustizia), fu attento. Il conte di Santisteban fu estromesso nel 1738 per una congiura di corte messa in atto dagli aristocratici vicini alla regina Maria Amalia i quali erano contrari alle posizioni assunte dal Santisteban in campo ecclesiastico.
Anche il successore del Santisteban, José Joaquín Guzmán de Montealegre, subì anni dopo la stessa sorte del predecessore: ritenuto dalla regina Maria Amalia troppo legato alla politica di Madrid, nel giugno 1746 fu sostituito alla segreteria di Stato da Giovanni Fogliani, un diplomatico di modesta levatura.
Il Fogliani fu rimosso nel 1755 per non essere riuscito ad assicurare la trasmissibilità dei regni di Napoli e di Sicilia ai figli di Carlo: la carica di "segretario di Stato" fu formalmente soppressa, ma la carica di ministro degli affari esteri (che coincideva con la segreteria di Stato) fu assunta da Bernardo Tanucci, un giurista di ben altra onestà e capacità. Tecnico dell'amministrazione, Tanucci creò un apparato statale efficiente e iniziò una egemonia che durò per molti anni, anche dopo il ritorno di Carlo a Madrid per divenire re di Spagna (1759), lasciando un consiglio di reggenza, data la minore età del figlio Ferdinando, fino al 1767.
Tanucci fu allontanato dal governo nel 1776 a causa della lotta intentatagli dalla regina Maria Carolina, che nel 1768 aveva sposato il giovane re Ferdinando (IV di Napoli e III di Sicilia). La regina era desiderosa di spostare il regno italiano dalla influenza spagnola a quella austriaca e reclamava la carica di segretario di Stato per John Acton, ministro del Granduca di Toscana Pietro Leopoldo, fratello della stessa Maria Carolina. La resistenza di re Ferdinando riuscì per qualche tempo a bloccare le trame della regina, chiamando all'incarico dapprima il siciliano Giuseppe Beccadelli di Bologna marchese della Sambuca e poi Domenico Caracciolo, marchese di Villamaina. Ciò non impedì a Maria Carolina di presentare l'incarico di segretario di Stato come meramente onorifico. L'improvvisa morte del marchese di Villamarina assicurò all'Acton la segreteria di Casa Reale, Affari Esteri, Siti Reali e Regie Poste, che gli conferivano dignità e titolo di «primo ministro»; nel 1780 John Acton ottenne la segreteria di Stato, la direzione della Real Marina, cui si aggiunsero nel 1781 la segreteria della Guerra e, nel 1782, la segreteria di Azienda e Commercio (che Acton trasformò subito nel «Supremo consiglio delle Finanze», con l'intento di dare impulso alle riforme economiche e sociali del Regno). La crisi che la Rivoluzione francese scatenò sull'intero continente europeo, mostrò tuttavia i limiti dell'ormai obsoleta organizzazione dello Stato borbonico, ma Acton rimase al potere fino a quando nel 1804 con l'invasione napoleonica fu creato il Regno di Napoli (1806-1815).

## Elenco dei Segretari di Stato
| N° | Segretario di Stato                                  | Segretario di Stato                            | Mandato         | Mandato                                   | Ministri | Monarca                                              |
| N° | Segretario di Stato                                  | Segretario di Stato                            | Inizio          | Fine                                      | Ministri | Monarca                                              |
| -- | ---------------------------------------------------- | ---------------------------------------------- | --------------- | ----------------------------------------- | --- | ---------------------------------------------------- |
| 1  |                                                      | Manuel de Benavides y Aragón (1682-1748)       | 29 aprile 1734  | 24 agosto 1738 (rimosso dall'incarico)    | - Manuel de Benavides y Aragón, Maggiordomo Maggiore - José Joaquín de Montealegre, Esteri - Giovanni Brancaccio, Finanze - Gaetano Brancone, Affari Ecclesiastici - Bernardo Tanucci, Giustizia                                               | Carlo di Napoli e III di Sicilia (1716-1788)         |
| 2  |                                                      | José Joaquín Guzmán de Montealegre (1698-1771) | 25 agosto 1738  | 29 aprile 1746 (rimosso dall'incarico)    | ??? | Carlo di Napoli e III di Sicilia (1716-1788)         |
| 3  |                                                      | Giovanni Fogliani Sforza d'Aragona (1697-1780) | 17 giugno 1746  | 6 ottobre 1755 (rimosso dall'incarico)    | - Giovanni Fogliani Sforza d'Aragona: - Casa Reale - Guerra - Tesoro - Marina - Commercio - Poste (1746-1748) - Giustizia (1746-1751) - Esteri (1746-1753) - Bernardo Tanucci - Poste (1748-1755) - Giustizia (1751-1755) - Esteri (1753-1755) | Carlo di Napoli e III di Sicilia (1716-1788)         |
| 4  |                                                      | Bernardo Tanucci (1698-1783)                   | 6 ottobre 1755  | 29 ottobre 1776 (rimosso dall'incarico)   | - Bernardo Tanucci - Poste (1755-1776) - Giustizia (1755-1776) - Esteri (1755-1776) | Carlo di Napoli e III di Sicilia (1716-1788)         |
| 4  | Ferdinando IV di Napoli e III di Sicilia (1751-1826) | Bernardo Tanucci (1698-1783)                   | 6 ottobre 1755  | 29 ottobre 1776 (rimosso dall'incarico)   | - Bernardo Tanucci - Poste (1755-1776) - Giustizia (1755-1776) - Esteri (1755-1776) |                                                      |
| 5  |                                                      | Giuseppe Beccadelli di Bologna (1726-1813)     | 29 ottobre 1776 | 18 gennaio 1786 (rimosso dall'incarico)   | ??? |                                                      |
| 6  |                                                      | Domenico Caracciolo (1715-1789)                | 18 gennaio 1786 | 16 luglio 1789 (morto durante il mandato) | ??? |                                                      |
| 7  |                                                      | John Acton (1736-1811)                         | 16 luglio 1789  | 23 gennaio 1799                           | ??? |                                                      |
| 7  | Repubblica Napoletana                                |                                                |                 |                                           | |                                                      |
| 7  |                                                      | John Acton (1736-1811)                         | 23 gennaio 1799 | 23 giugno 1799                            | ??? | Jean Étienne Championnet (1762-1800)                 |
| 7  | Ripristino Regno di Napoli                           |                                                |                 |                                           | |                                                      |
| 7  |                                                      | John Acton (1736-1811)                         | 23 giugno 1799  | 10 maggio 1804                            | ??? | Ferdinando IV di Napoli e III di Sicilia (1751-1826) |